# Diran
Der Diran, früher auch Minapin genannt, ist ein 7266 m hoher Berg im pakistanischen Karakorum-Gebirge. Er gehört zum Gebirgszug der Rakaposhi-Haramosh-Berge und befindet sich etwa 15 Kilometer östlich des Rakaposhi. Entlang seiner Nordwestflanke erstreckt sich der Minapingletscher.

## Besteigungsgeschichte
Die Erstbesteigung erfolgte im Jahr 1968 durch das österreichische Trio Rainer Göschl, Rudolf Pischinger und Hanns Schell. Sie erreichten den Gipfel am 17. August über die Nordwestwand und den Westgrat, eine Route, die zuvor schon von vier anderen Expeditionen vergeblich versucht worden war: 1959 war eine deutsche Karakorum-Expedition, die von Hans Jochen Schneider geleitet wurde, gescheitert. Erwin Stocker und sein einheimischer Helfer waren nur mehr wenige hundert Meter unterhalb des Gipfels, als sie umkehren mussten.
Die zweite Besteigung des Berges endete in einer Tragödie: Die Spanier Arturo Romero, Enrique Temprano, Ramón Jaúdenes und Pedro Nicolás erreichten den Gipfel am 11. Juli 1979. Während Nicolas am nächsten Tag weiter abstieg, übernachteten die übrigen drei in Lager zwei, wo sie in den frühen Morgenstunden des 13. Juli von einer Lawine verschüttet und getötet wurden.
Als erste Frau erreichte die Schweizerin Ruth Steinmann am 30. Juni 1983 zusammen mit Edi Furrer den Gipfel. Ihre Expeditionskameraden Andreas Müller und Felix Waltert waren einen Tag später erfolgreich. Nachdem die Bergsteiger zuvor an der Erstbegehung des Nordgrats gescheitert waren, errichteten sie ein Lager auf der Normalroute und bestiegen den Berg von dort aus im Alpinstil.
Im Sommer 1985 waren drei Expeditionen am Berg. Eine von Angel Serra geleitete spanische Expedition scheiterte im Juni an der Besteigung des Nordgrates; für die Versicherung zahlreicher Fels- und Eisstufen fehlten ihnen die notwendigen Fixseile, außerdem drang ein Bär in Lager 1 ein und fraß 30 Tagesrationen.
Erfolgreich war hingegen eine österreichische Expedition, die über den  Normalweg mit Lagerkette den Gipfel erstieg. Fred Pressl, Heinz Thallinger, Roland Schulz, Edi Koblmüller, Ingo Granderath, Gerald Fellner, Nani Klappert, Herbert Spousta, Christl Stöger, Gerhard Haberl und der Ungar Istvan Katouna erreichten zwischen dem 23. und dem 30. Juli den Gipfel. Koblmüller und Pressl gelang dabei der erste Abstieg über den Nordgrat. Am 24. Juli waren auf derselben Route auch Mitglieder einer britischen Gruppe erfolgreich: Alastair Reid, Mark Miller, Doug Scott und sein Sohn Michael; der Isländer Helgi Benediktsson aus ihrem Team erreichte den Gipfel einen Tag später zusammen mit einem der Österreicher. Sean Smith und der Pakistani Nazir Sabir scheiterten drei Tage darauf unterhalb des Gipfels an schlechtem Wetter. Fellner, Haberl, Koblmüller und Pressl erreichten am 1. August außerdem den benachbarten 7070 m hohen Ostgipfel des Rakaposhi, den sie von einem vorgeschobenen Basislager auf 4500 m Höhe aus im Alpinstil bestiegen. Beim Abstieg in schlechten Wetter stürzte Fellner kurz oberhalb des Lagers und starb an den Folgen seiner Kopfverletzungen.